# Ернесто Че Гевара
Ерне́сто Гева́ра (ісп. Ernesto Guevara), також відомий під прізвиськом Че (ісп. Che; 14 червня 1928, Росаіро, Санта-Фе, Аргентина — 9 жовтня 1967, Ла-Ігера, Болівія) — латиноамериканський марксистський революціонер, публіцист, партизан-підпільник; після приходу до влади директор центральної політичної в'язниці в Гавані, міністр промисловості та голова Нацбанку. Один із лідерів Кубинської революції 1959 року. На Кубі був другою людиною для Фіделя Кастро після його брата Рауля.
Ернесто Че Гевара залишив після себе великий спадок, а його ідеї та біографія цікавить багатьох авторів, істориків, художників, музикантів, режисерів. Його образ досі використовується в багатьох фільмах та піснях. Попри суперечливість його постаті, журнал Time заніс його до списку 100 найвпливовіших людей XX століття. Альберто Корда, автор відомої фотографії «Героїчний партизан», де зображено Че Гевару, був названий Мерілендським інститутом мистецтва «найвідомішим фотографом у світі».
Зусиллями комуністичної пропаганди був посмертно ідеалізований і став кумиром крайніх лівих як у Латинській Америці, так і за її межами. У деяких країнах Латинської Америки серед ультралівих підтримується культ його партійного прізвиська «Товариш Че». Це прізвисько він отримав у Мексиці за характерний для аргентинського діалекту іспанської вигук «che».
Був активним прихильником розміщення радянських ракет на Кубі та ідеї ядерного удару по США[джерело?]. Був у захопленні від «культурної революції в Китаї». Через розбіжності у поглядах із Фіделем Кастро на шляхи «побудови соціалізму покинув Кубу й подався «творити революцію» до країн Африки і Південної Америки. Гевара намагався в тодішній республіці Конго перетворити місцевий громадянський та етнічний конфлікт на «революцію», але кампанія потерпіла крах. У Болівії, де він не дуже успішно спробував організувати партизанські загони та розгорнути громадянську війну, був зрештою захоплений військами та розстріляний. Звинувачувався у терорі, садистських тортурах полонених й ув'язнених, численних вбивствах неозброєних та невинних людей, зокрема простих селян.

## Дитинство та юність
Ернесто Гевара де ла Серна народився 14 червня 1928 року (це офіційна дата народження, насправді він народився на місяць раніше, але батьки, приховуючи дошлюбну вагітність, змінили дату в документах) в місті Росаріо в Аргентині. Дитину назвали на честь батька, вдома його називали Тете. Він був найстаршим із п'яти дітей у родині з іспанським та ірландським корінням; обидва — батько й мати — були баскського походження. Один із предків Гевари, Патрік Лінч, був народжений у Галвеї в Ірландії у 1715 році, він був учасником війни за незалежність проти Англії. У другій половині XVIII століття він виїхав до Більбао (Іспанія), а потім до Аргентини. Ернесто Гевара Лінч (батько Че Гевари, народився у 1900 році) одружився з Селією де ла Серна-і-Льйоса у 1927 році (одним із її непрямих предків був Хосе де ла Серна-е-Інохоса, намісник іспанського короля в Перу), вони мали трьох синів та двох дочок. Ернесто Гевара Лінч планував відкрити в Росаріо фабрику з переробки мате, але його плани не збулися внаслідок світової економічної кризи, і родина невдовзі після народження Че була вимушена повернутися на свою ферму в провінції Місьйонес, що дісталася Селії в спадщину.
Зростаючи в ліво-налаштованій декласованій родині аристократичного походження, Ернесто Гевара ще в дитинстві вирізнявся своєю динамічною особистістю та радикальними поглядами. Він обожнював Франсіско Пісарро та мріяв стати одним із його солдатів. Незважаючи на страждання через жорстокі напади астми, які переслідували його протягом всього життя, він досяг успіхів як спортсмен — він був завзятим гравцем регбі. Гевара навчився у свого батька грати в шахи й з 12 років почав брати участь у місцевих турнірах. Підлітком він захопився поезією, особливо творчістю Пабло Неруди. Гевара, що було звичайною практикою серед латиноамериканців його класу, також все своє життя писав вірші. Він був також завзятим читачем із широким колом інтересів, починаючи з пригодницької класики Джека Лондона, Еміліо Сальгарі та Жуля Верна до досліджень з сексуальності Зигмунда Фрейда і трактатів з соціальної філософії Бертрана Рассела. У пізньому підлітковому віці він розвинув гострий інтерес до фотографії і витрачав багато часу, фотографуючи людей, краєвиди і археологічні місця, подорожуючи.

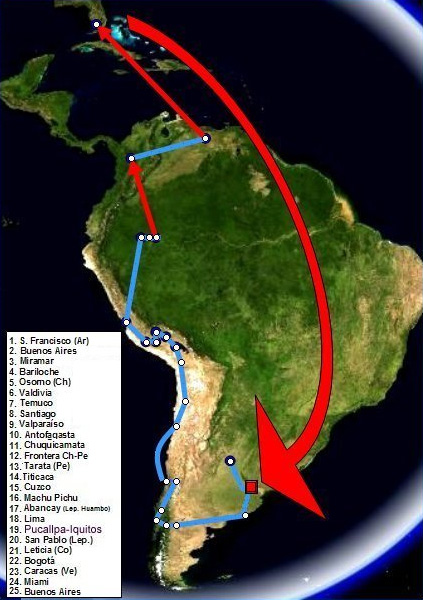
Мапа подорожі Гевари і Гранадо Латинською Америкою

У 1948 році Гевара вступив до університету Буенос-Айреса, щоб вивчати медицину. Під час навчання він багато подорожував Латинською Америкою. У 1951 році його старший друг Альберто Гранадо, біохімік, запропонував Геварі взяти на рік перерву у навчанні для наскрізної подорожі через всю Південну Америку, про яку вони давно мріяли. Незабаром Гевара та 29-річний Гранадо полишили на мотоциклі рідне місто Альта-Грасія з ідеєю провести кілька тижнів, працюючи волонтерами в колонії для прокажених у Сан-Пабло в Перу на березі Амазонки. Гевара описав свою подорож у книзі «Щоденники мотоцикліста», яка була перекладена на англійську в 1996 році та у 2004 році покладена в основу однойменного художнього фільму режисера Волтера Саллеса.
Спостерігаючи бідність, гноблення та безправність, поширені скрізь по Латинській Америці, а також під впливом прочитаної марксистської літератури, Гевара упевнився, що єдиним вирішенням цих проблем регіону є збройна революція. Подорожі та читання також стали причиною бачення ним Латинської Америки не як групи відокремлених націй, а як єдиного організму, що потребує загальної для континенту стратегії визволення.
Після повернення до Аргентини він прискорено завершив свою медичну освіту, щоб поновити подорожі до Центральної та Південної Америки, і отримав свій диплом 12 червня 1953 року.

## Гватемала

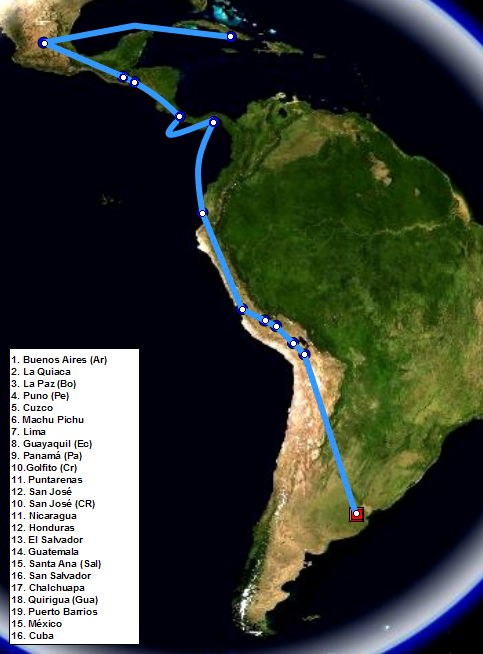
Друга подорож Гевари Латинською Америкою (1953—1955)

7 липня 1953 року Гевара вирушив у подорож через Болівію, Перу, Еквадор, Панаму, Коста-Рику, Нікарагуа, Гондурас та Сальвадор. Наприкінці грудня 1953 року він прибув до Гватемали, де президент Хакобо Арбенс Гусман очолював другий, повністю демократичний та сучасний уряд в усьому латиноамериканському регіоні, який через земельні реформи та інші ініціативи намагався покінчити з системою латифундій, нав'язаною США. Одразу після приїзду до міста Гватемала Гевара, за порадою спільного друга, відшукав Ільду Гадеа Акосту, перуанську економістку, що там жила та працювала. Гадеа, з якою він пізніше одружився, мала широкі політичні зв'язки через членство у соціалістичному американському народному революційному альянсі, і вона представила Гевару кільком високопосадовцям з уряду Арбенса. Він також поновив контакти з групою кубинських вигнанців, пов'язаних із Фіделем Кастро, з яким він раніше познайомився у Коста-Риці. Саме у цей час він отримав своє відоме прізвисько «Че» через те, що він часто вживав аргентинський вигук «che!», що означає те саме, що й «гей!», «агов!» або «друже!», причому вживається тільки в таких місцях, як Аргентина, Уругвай, Парагвай та південна Бразилія, і через це є коронним слівцем саме цього регіону.
Спроби Гевари отримати медичну практику не мали успіху, і його економічне становище часто було ненадійним, навіть доводилось заставляти деякі прикраси Ільди. Він дистанціювався від будь-яких політичних організацій, навіть, незважаючи на свої явні політичні симпатії до комунізму. Попри фінансові негаразди, він відмовився від пропозиції працювати державним медиком, коли з'ясувалось, що для цього йому треба буде вступити до комуністичної партії Гватемали. Політичні події в країні почали розвиватись дуже швидко з 15 травня 1954 року, після прибуття з комуністичної Чехословаччини вантажу піхотної та артилерійської зброї для уряду Арбенса. Гевара швидко виїхав із Гватемали до Сальвадору за новими візами і повернувся лише за кілька днів до початку збройного протистояння з метою усунення Арбенса за участю США. Гевара готовий був битися на його стороні і вступив до лав озброєної міліції, організованої для цього Комуністичною Молоддю. Однак, прикро вражений через бездіяльність групи, він незабаром повернувся до своїх медичних обов'язків. Пізніше він знову виявив бажання битися, але його наміри були зірвані, коли Арбенс попрохав притулку в мексиканському посольстві і порадив своїм іноземним прибічникам покинути країну. Після арешту Гевара шукав захисту в аргентинському консульстві, де він залишався ще кілька тижнів доки не отримав паспорт, після чого поїхав у Мексику.
Усунення режиму Арбенса шляхом перевороту зцементувало Гевару у думці, що Сполучені Штати — це імперіалістична сила, яка готова безжально протистояти і намагатися знищити будь-який уряд, що спробує виправити соціально-економічну нерівність, властиву Латинській Америці та іншим країнам, що розвиваються. Це зміцнило його впевненість у тому, що єдиним шляхом для виправлення цієї ситуації є соціалізм, здобутий збройною боротьбою і захищений озброєним народом.

## Куба
На початку вересня 1954 року Гевара прибув до Мехіко і невдовзі поновив свою дружбу з Ніко Лопесом та іншими кубинськими вигнанцями, котрих він знав ще з Гватемали. У червні 1955 року Лопес представив його Раулю Кастро. Через кілька тижнів, після амністії з тюрми на Кубі, до Мехіко прибув Фідель Кастро, і ввечері 8 липня 1955 року Рауль представив Гевару старшому братові. Після палкої цілонічної розмови Гевара переконався, що Фідель був натхненним революційним лідером, саме якого він шукав, і він негайно приєднався до «Руху 26 липня», що мав на меті усунення диктаторського режиму Фульхенсіо Батисти. Хоча спочатку планувалось, що Гевара буде медиком групи, він брав участь у військових навчаннях разом з іншими членами Руху, і після закінчення курсу навіть був відзначений інструктором як найкращий студент. Між тим із Гватемали прибула Ільда Гадеа, і Гевара вирішив поновити їхні стосунки. 18 серпня 1955 року відбулося їхнє весілля, а 15 лютого 1956 року у них народилась дочка, яку назвали Ільда Беатріс.
Коли катер Granma вирушив 25 листопада 1956 року з Мексики до Куби, Гевара був одним із чотирьох некубинців на борту. Атакована військом Батисти одразу після висадки на землю, майже половина складу експедиційних військ була вбита або потрапила в полон. Гевара писав, що саме під час цього протистояння він поклав свій рюкзак із медичним спорядженням для того, щоб підняти ранець з амуніцією свого загиблого товариша, цей момент він пізніше згадував як символічний у його перетворенні з лікаря на бійця. Тільки 22 повстанці вижили після цієї битви, вони перегрупувалися і сховалися в горах Сьєрра-Маестра (ісп. Sierra Maestra), щоб вести партизанську війну проти режиму Батисти.
Гевара став лідером серед повстанців, Comandante (з ісп. майор); товариші поважали його за хоробрість та військову майстерність, він мав репутацію другого за цими якостями після самого Фіделя Кастро. Під час партизанської кампанії вороги боялись Гевари через його жорстокість: саме він був відповідальним за страту інформаторів, дезертирів та шпигунів. У березні 1958 року Гевара отримав завдання очолити тренувальний табір для новобранців у горах Сьєрра-Маестра в Мінас-дель-Фріо, одній із кількох воєнних шкіл, заснованих «Рухом 26 липня».

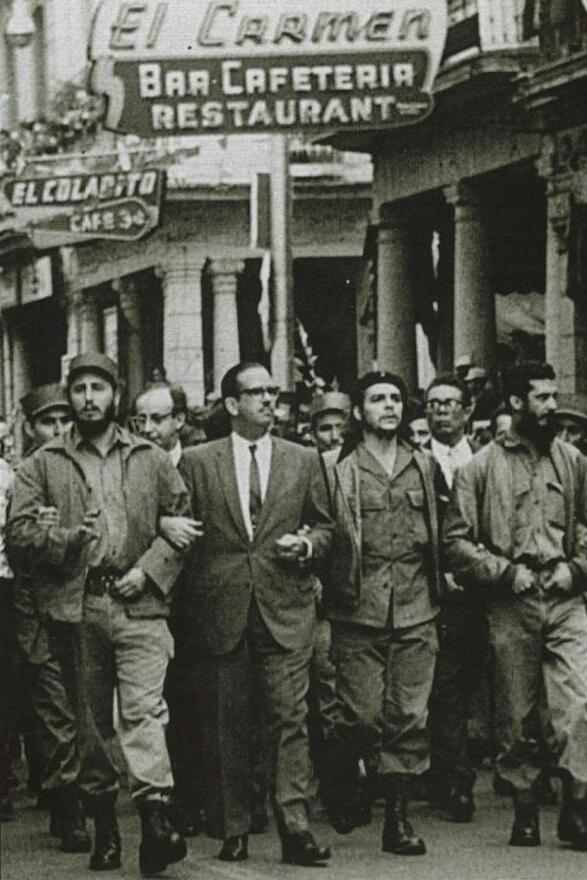
Гевара, Кастро та Освальдо Дортікос (у центрі)

7 лютого 1959 року уряд оголосив Гевару «громадянином Куби за народженням» у знак визнання його ролі в тріумфі революційних сил. Невдовзі після цього він ініціював шлюборозлучний процес із Гадеа, з якою вони фактично розлучилися після відплиття з Мексики на Granma. 2 червня 1959 року Гевара одружився з Алейдою Марч, кубинкою за народженням, членом «Руху 26 липня», з якою він жив з кінця 1958 року.
Він був призначений командиром тюрми в фортеці Ла Кабанья (ісп. La Cabaña), і протягом п'яти місяців перебування на посту (з 2 січня до 12 червня) він наглядав за судовими процесами та стратами багатьох людей, серед яких були колишні службовці режиму Батисти. Хосе Веласусо, юрист, що працював під керівництвом Гевари в Ла Кабанья над підготовкою обвинувачень, розповідав, що це були беззаконні процедури, в яких «факти оцінювались без будь-якої поваги до загальних юридичних принципів», і докази були підтасовані Геварою. Приблизно від 156 до 550 осіб було страчено за спеціальними судовими наказами Гевари протягом цього часу.
Пізніше Гевара став службовцем у Національному інституті аграрної реформи і президентом Національного банку Куби. Він підписував всі кубинські банкноти, що випускались під час його чотирнадцятимісячного президентства своїм прізвиськом «Че». Весь час, поки він працював в уряді, Гевара відмовлявся від своєї зарплатні посадовця, наполягаючи на виплаті йому тільки окладу майора, щоб тим самим показати «революційний приклад».
У цей час його любов до гри в шахи знову розгорілася, і він відвідував та брав участь у більшості національних та міжнародних турнірів, що проводились на Кубі. Він був надзвичайно завзятим у тому, щоб залучити кубинську молодь до гри і організовував різноманітні заходи, створені для стимулювання цього інтересу.
Ще у 1959 році Гевара допомагав організовувати закордонні революційні експедиції (перша спроба була зроблена в Панамі, наступна — у Домініканській Республіці), проте всі вони були безуспішними.
У 1960 році Гевара надавав першу допомогу жертвам вибуху французького судна La Coubre, що стався під час його розвантаження в порту Гавани. Спочатку рятувальна операція просувалася успішно, але пізніше провалилася, коли стався другий вибух, в результаті загинуло понад сто людей. Саме під час поминальної служби за жертвами вибуху Альберто Корда зробив найвідоміший знімок Гевари.
Згодом Гевара служив міністром промисловості, на цьому посту він допомагав створювати кубинський соціалізм і перетворився на одну з найвидатніших постатей країни. У своїй книзі «Партизанська війна» він захищав ідею тиражування кубинської моделі революції, ініційованої маленькою групою (foco) партизан без необхідності того, щоб збройному повстанню передувало створення численних організацій. Його нарис El socialismo y el hombre en Cuba (1965) (з ісп. Соціалізм та людина на Кубі) обстоює необхідність створення «нової людини» (ісп. hombre nuevo) у зв'язку із розбудовою соціалістичної держави. Дехто вбачав у Геварі, одночасно чарівному та суворому, модель такої «нової людини».
Гевара був більш ефективний на посаді начальника гаванської тюрми, ніж на чолі міністерств. Підписував накази про розстріл людей без суду або слідства, обожнював бути присутнім на тортурах.
|  | Щоб відправити людей на розстріл, юридичні докази не потрібні. Всі ці процедури — буржуазні пережитки. Йде революція |

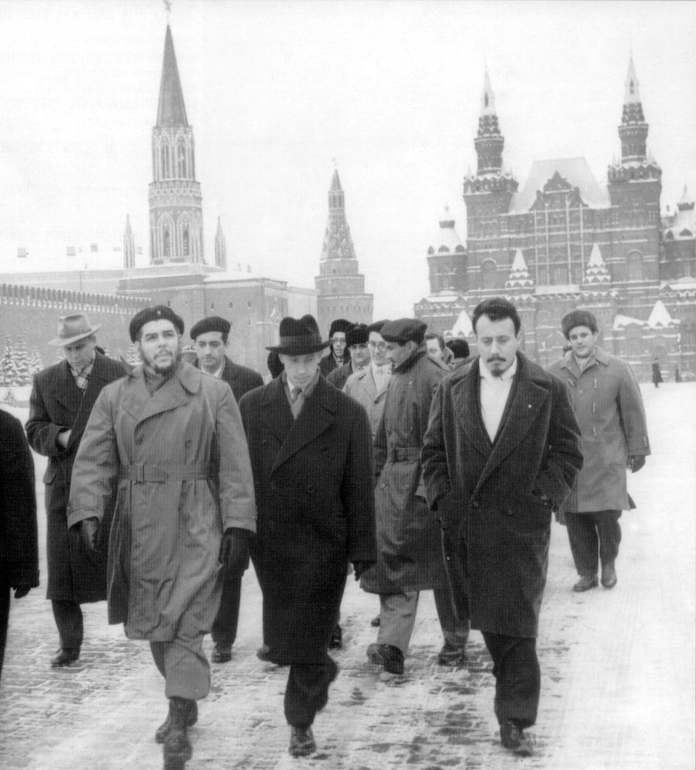
На чолі кубинської делегації в Москві (1965)

Гевара відігравав ключову роль у встановленні на Кубі радянських балістичних ракет із ядерними боєголовками, що прискорило «карибську кризу» у жовтні 1962 року. Під час інтерв'ю британській газеті Daily Worker через кілька тижнів після цього він наголошував, що, якби ракети були під кубинським контролем, вони обов'язково були б запущені на найбільші американські міста:
|  | Якби ракети залишилися у нас, ми б використовували їх, щоб завдати удару в саме серце Америки, в тому числі по Нью-Йорку. Ніякого мирного співіснування! У боротьбі між двома системами ми повинні домогтися повної перемоги. Ми повинні йти по дорозі звільнення, навіть якщо це призведе до мільйонів жертв, загиблих від атомної бомби |

## Зникнення з Куби
У грудні 1961 року Гевара як голова кубинської делегації поїхав у Нью-Йорк, щоб виступити в ООН. 17 грудня він вилетів до Парижу, а звідти розпочав тримісячний міжнародний тур, під час якого відвідав Китайську Народну Республіку, Об'єднану Арабську Республіку (Єгипет), Алжир, Гану, Гвінею, Малі, Дагомею, Конго-Браззавіль та Танзанію із зупинками в Ірландії, Парижі та Празі. В Алжирі 24 лютого 1965 року він виступив на Другому економічному семінарі афро-азійської солідарності, заявивши:
|  | Немає кордонів у цій боротьбі на смерть. Ми не можемо залишатись сторонніми перед обличчям того, що коїться в будь-якій частині світу. Перемога будь-якої країни у боротьбі проти імперіалізму є нашою перемогою, так само, як поразка будь-якої країни є нашою поразкою… Соціалістичні країни мають моральний обов'язок знищити свою мовчазну змову з експлуататорськими країнами Заходу. |

Гевара запропонував ряд заходів, які повинні вжити країни комуністичного блоку для досягнення цієї мети. Сталося так, що це було його останньою публічною появою.
Він повернувся на Кубу 14 березня і був урочисто прийнятий Фіделем та Раулем Кастро, Освальдо Дортікосом та Карлосом Рафаелем Родрігесом в аеропорту Гавани. Два тижні по тому він випав із публічного життя, а потім зник зовсім. Місце його перебування було великою таємницею 1965 року на Кубі, тому що його зазвичай визнавали другим у владі після самого Кастро. Серед причин його зникнення висували декілька версій: відносний провал схеми індустріалізації, яку він відстоював на посту міністра економіки, тиск на Фіделя Кастро з боку радянських офіційних осіб, що не схвалювали пропекінську комуністичну прихильність Гевари у той час, коли радянсько-китайський розкол поглиблювався, а також серйозні розбіжності між Геварою та кубинським керівництвом стосовно економічного розвитку та ідеологічної лінії Куби. Подальша «карибська криза» і те, що Гевара вважав радянською зрадою Куби, коли Хрущов погодився прибрати радянські ракети з кубинської території без консультації з Кастро, зробили Гевару скептичним стосовно Радянського Союзу.
16 червня 1965 року під тиском міжнародних спекуляцій з приводу долі Гевари Кастро заявив, що люди будуть проінформовані про Гевару тоді, коли сам Гевара захоче дозволити їм щось дізнатися. Численні чутки про його зникнення поширилися і на Кубі, й за її межами. 3 жовтня того самого року Кастро оприлюднив листа без дати, власноруч написаного йому Геварою декілька місяців тому, в якому той підтверджував свою незмінну солідарність із кубинською революцією, але оголошував про своє рішення залишити Кубу, щоб боротися за межами країни за справу революції. У своєму листі Гевара заявляв про свою відставку з усіх постів в уряді, в партії та армії, а також відмовлявся від кубинського громадянства.
Під час свого інтерв'ю з чотирма іноземними кореспондентами 1 листопада Кастро зазначив, що знає, де перебуває Гевара, але не розкриє місця його перебування. І додав, спростовуючи заяви про те, що його колишній товариш мертвий: «Він у найкращому фізичному стані». Незважаючи на запевнення Кастро, доля Гевари залишалась таємницею наприкінці 1965 року, і всі його поїздки та місця перебування надалі зберігали у суворій таємниці впродовж двох наступних років.

## Конго

### Експедиція
Під час своєї нічної зустрічі з 14 на 15 березня 1965 року Гевара та Кастро погодились, що Ернесто має персонально очолити воєнну операцію в Африці на південь від Сахари. Припускалося, що Гевара переконував Кастро підтримати його у цій спробі, та інші джерела стверджують, що Кастро умовляв Гевару взяти на себе цю місію, оскільки умови в латиноамериканських країнах, де було можливе введення партизанських focos, ще не були оптимальними. Зі слів Ахмеда Бен Белла, котрий був на той час президентом Алжиру і незадовго перед тим вів довгі розмови з Геварою, «ситуація, що склалася в Африці, що мала надзвичайний революційний потенціал, наштовхнула Че на висновок, що Африка була слабкою ланкою імперіалізму. Саме на Африку він вирішив тепер спрямувати свої зусилля».
Кубинську операцію мали проводити на підтримку марксистського руху Simba Патріса Лумумби у Конго-Кіншасі Гевара, його заступник Віктор Дрекк та дванадцять кубинських членів експедиції прибули до Конго 24 квітня 1965 року, контингент, що налічував приблизно 100 афрокубинців, невдовзі також до них приєднався.Тут Гевара займався підготовкою партизан Лумумби з метою повалення уряду. Певний час вони співпрацювали з лідером партизанського руху Лораном-Дезіле Кабілою, котрий допомагав прихильникам Лумумби проводити повстання, придушене в листопаді того ж таки року конголезькою армією.
На той час Геварі було 37 років. Він не мав формального воєнного навчання, проте вже отримав досвід кубинської революції. Зокрема, його успішний марш на Санта-Клару, котрий став найважливішою подією в остаточному поваленні режиму Батисти силами Кастро. Астма дозволила Геварі уникнути служби в аргентинській армії. Неналежністю до цієї армії Ернесто пишався, оскільки був опозиційним до уряду Перона.
Південноафриканські найманці та кубинські емігранти співпрацювали з конголезькою армією, щоб заважати Геварі здійснити його наміри. Вони могли відстежувати його зв'язок, нападати із засідки на повстанців та кубинців щоразу, коли ті збирались атакувати, а також могли ізолювати їхні лінії постачання.
Хоча Гевара мав намір приховувати свою присутність у Конго, уряд США був цілком обізнаним щодо його пересування та діяльності: Агентство національної безпеки (англ. The National Security Agency, NSA) перехоплювала всі його вхідні та вихідні радіо-повідомлення за допомогою обладнання для підслуховування на борту плавучого посту USNS Valdez, що саме з такою метою постійно пересувався Індійським океаном.
Гевара ставив за мету експортувати кубинську революцію через підготовки місцевих бійців Simba з питань комуністичної ідеології та стратегії партизанської війни. Пізніше цього ж року після незначних бойових дій, хворий на дизентерію, страждаючи від астми та засмучений після семи місяців розчарувань, Гевара залишив Конго разом із членами своєї команди, що вижили, так і не отримавши підтримку у місцевого населення. За кілька тижнів Гевара написав передмову до свого щоденника, який вів під час кампанії в Конго. Перше речення було таким: «Це історія поразки».

### Перерва
Гевара відчував, що не може повернутися на Кубу разом з усіма іншими бійцями, з моральних причин (Кастро оприлюднив прощального листа від Гевари — листа, що він просив відкрити лише у випадку своєї смерті — де він писав, що пориває усі зв'язки з Кубою, щоб присвятити себе революційній діяльності в інших частинах світу). Відтак, Гевара таємно провів наступні шість місяців у Дар-ес-Саламі та в Празі. У цей період він систематизував свій досвід у Конго і написав нариси до двох книг — з філософії та з економіки. Також Гевара відвідав деякі країни Західної Європи, щоб «перевірити» документи, сфальсифіковані кубинською розвідкою, щоб Гевара міг потрапити на територію Південної Америки. Весь цей час Кастро не припиняв умовляти його повернутися на Кубу, проте він погодився повернутися лише на короткий час, на умовах абсолютної конспірації, лише для підготовки нової спроби революційного перевороту в Латинській Америці.

## Болівія

### Повстанець

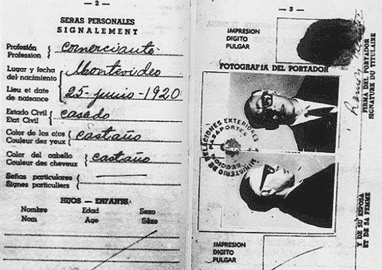
Підробний паспорт, яким Гевара користувався у Болівії

Спекуляції щодо місця перебування Гевари не припинялись і в 1966—1967 роках. Представники мозамбіцького руху за незалежність FRELIMO повідомляли про зустріч із Геварою в Дар-ес-Саламі, під час якої вони відмовились від запропонованої ним допомоги в революційному проекті. Врешті-решт правдою виявилися численні чутки про те, що Гевара очолював партизанський рух у Болівії. За наказом Фіделя Кастро, болівійськими комуністами спеціально придбано землю для створення баз, де партизани проходили підготовку під керівництвом Гевари.
До оточення Гевари в ролі його найпершого агента в Ла-Пасі потрапила Хайді Тамару Бунке Бідер (відома за прізвиськом «Таня»), в минулому — агент Штазі, яка, за певними свідченнями, працювала також на КДБ. Рене Бар'єнтос, стурбований звістками про партизан у своїй країні, звернувся по допомогу до ЦРУ. Проти Гевари вирішили залучити спеціально навчені для антипартизанських кампаній сили ЦРУ.

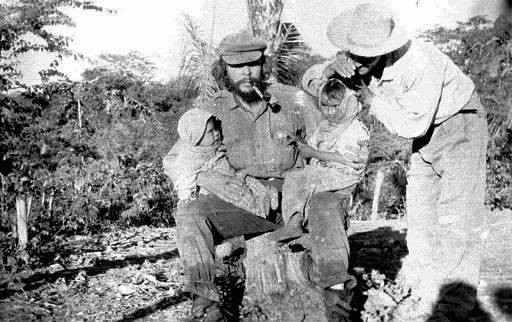
Гевара у Болівії

Партизанський загін Гевари налічував 56 осіб і діяв як ELN (Ejército de Liberación Nacional de Bolivia; з ісп. Національна визвольна армія Болівії), був добре оснащений, на початку здійснив декілька успішних операцій проти регулярних військ у складній гористій місцевості регіону Камірі. На самому початку справи просувалися успішно, було здобуто кілька перемог над урядовими військами. Однак у вересні болівійська армія спромоглася ліквідувати дві групи партизан, ліквідувавши одного з лідерів. Незважаючи на жорстоку природу конфлікту, Гевара надавав медичну допомогу всім пораненим болівійським солдатам, що потрапляли в полон до партизан, а потім звільняв їх. Під час свого останнього бою в Кебрада-дель-Юро Гевару поранили. У приклад його гвинтівки влучила куля, що вивела зброю з ладу. Він витратив усі патрони з пістолету. Беззбройного і пораненого Гевару захопили в полон і конвоювали до школи, що слугувала солдатам ЦРУ за тимчасову в'язницю партизан. Помітивши там поранених болівійських солдат, він запропонував їм медичну допомогу, та від болівійського офіцера отримав відмову. Геварі з кількома кульовими пораненнями дали лише пігулку аспірину.

### Взяття в полон та страта
Полювання на Гевару в Болівії очолив Фелікс Родрігес, агент ЦРУ. Інформатор повідомив Болівійські Спеціальні війська про місце перебування партизанського загону Гевари. До цього часу загін Гевари скоротився до 17 бійців. 8 жовтня 1967 року стоянку загону оточили, а самого Гевару взяли в полон в ущелині Кебрада-дель-Юро. Пізніше солдати розповідали: коли наблизились до Гевари під час перестрілки, він вигукнув: «Не стріляйте! Я — Че Гевара і для вас вартий більшого живий, ніж мертвий».
Довідавшись про захоплення Гевари, Родрігес миттєво повідомив про це у штаб-квартиру ЦРУ в Ленглі, штат Вірджинія.

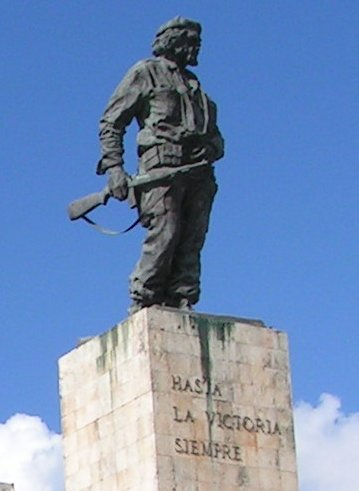
Пам'ятник Геварі на його могилі у Санта-Кларі

Після отримання інформації про захоплення Гевари, Баррієнтос негайно надав наказ про його страту. Гевару привезли до напівзруйнованої будівлі школи біля селища Ла Ігуера, де його протримали всю ніч. Наступного дня його розстріляли. Обов'язки ката виконав сержант болівійської армії Маріо Теран. Йому дісталася коротка соломинка в жеребі поміж солдат за право честі вбити Гевару. Для підтримання офіційної версії про смерть Гевари нібито під час бою, а не під час страти без суду і слідства, солдату, котрий натискав на спусковий гачок, Фелікс Родрігес, наказав стріляти надзвичайно прицільно. Гевара отримав численні постріли по ногах, але обличчя мало лишатися непошкодженим, щоб зробити можливою подальшу ідентифікацію.
Зі слів очевидців, перед смертю Че Гевара сказав своєму катові: «Я знаю, ти тут, щоб убити мене. Стріляй, боягузе, ти просто вб'єш людину». Його тіло прив'язали до полозів гелікоптера та доправили в сусіднє селище Вальєгранде, де виставили на показ пресі.
Після страти Гевари Родрігес забрав декілька його персональних речей, зокрема, годинник «Ролекс», і багато років гонорово ними вихвалявся перед репортерами. Зараз деякі з цих речей виставлені в ЦРУ. Після того, як військовий хірург ампутував руки Гевари, офіцери болівійської армії вивезли тіло у невідомому напрямку і відмовились повідомити, де його поховали чи спалили.
15 жовтня Кастро повідомив громадськість про смерть Гевари і оголосив на Кубі триденну жалобу. Смерть Гевари визнали тяжким ударом для соціалістичного революційного руху в Латинській Америці і в усьому третьому світі. Місцеві жителі стали вважати Гевару святим і зверталися до нього «San Ernesto de La Higuera» з проханням про якусь милість.
1997 року останки обезголовленого тіла були ексгумовані з-під злітної смуги біля Вальєгранде, ідентифіковані як такі, що належали Геварі, та перевезені на Кубу. 17 жовтня 1997 року останки Гевари разом з останками шістьох його товаришів, убитих під час партизанської кампанії в Болівії, перепоховали з воєнними почестями у спеціально збудованому мавзолеї в місті Санта-Клара, де він виграв вирішальну для кубинської революції битву.

## Галерея

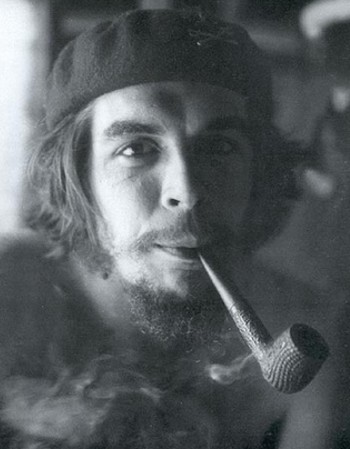
З улюбленою люлькою (1957)
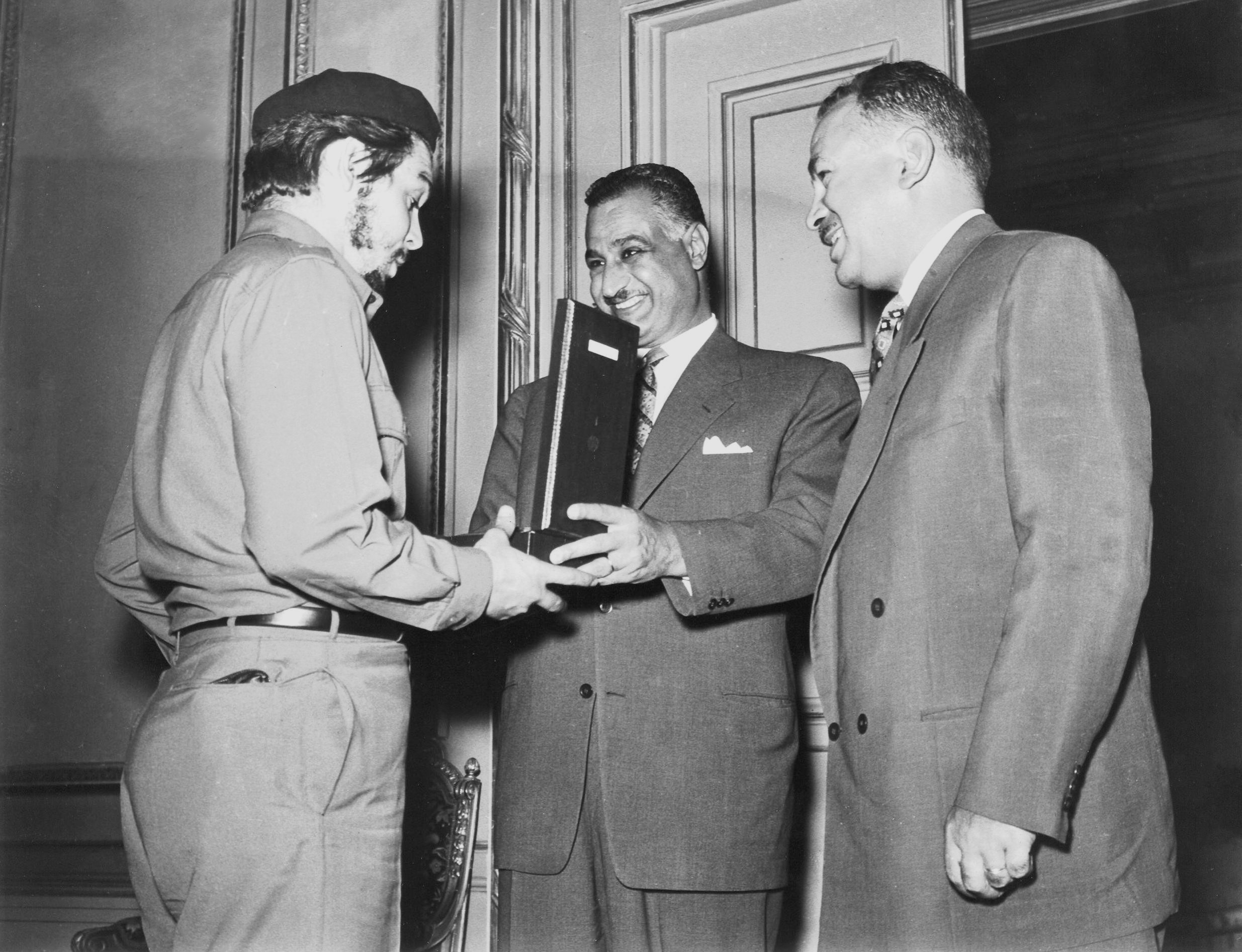
Гевара отримує єгипетський орден із рук Г. Насера (1965/1966)
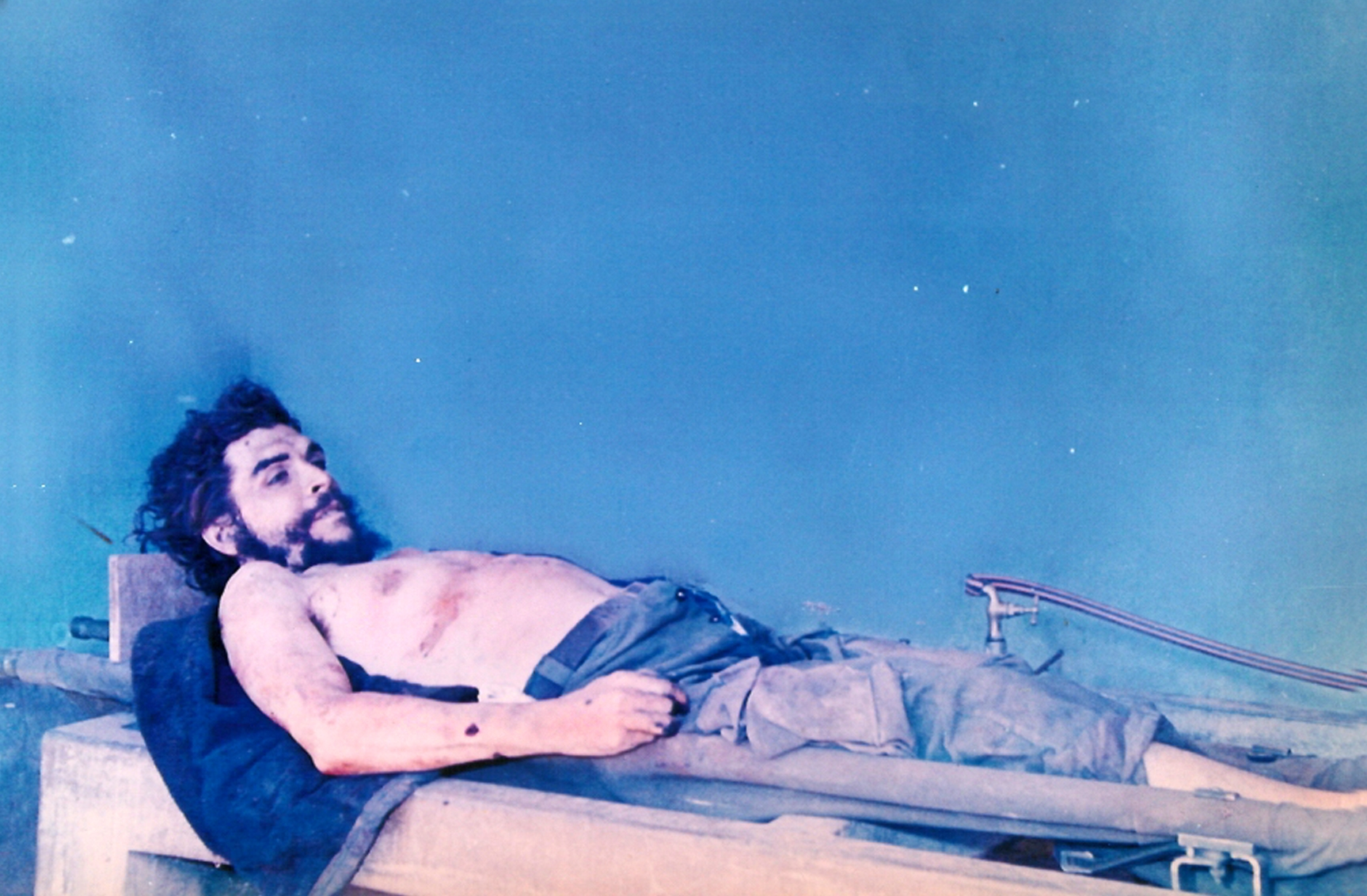
Останнє фото розстріляного Че Гевари (Болівія, 10.10.1967)
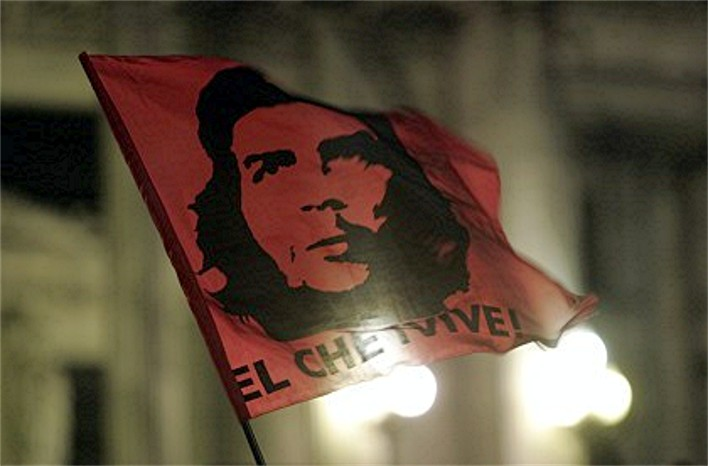
Зображення Гевари на прапорі з написом «El Che Vive!» (Че живий!).
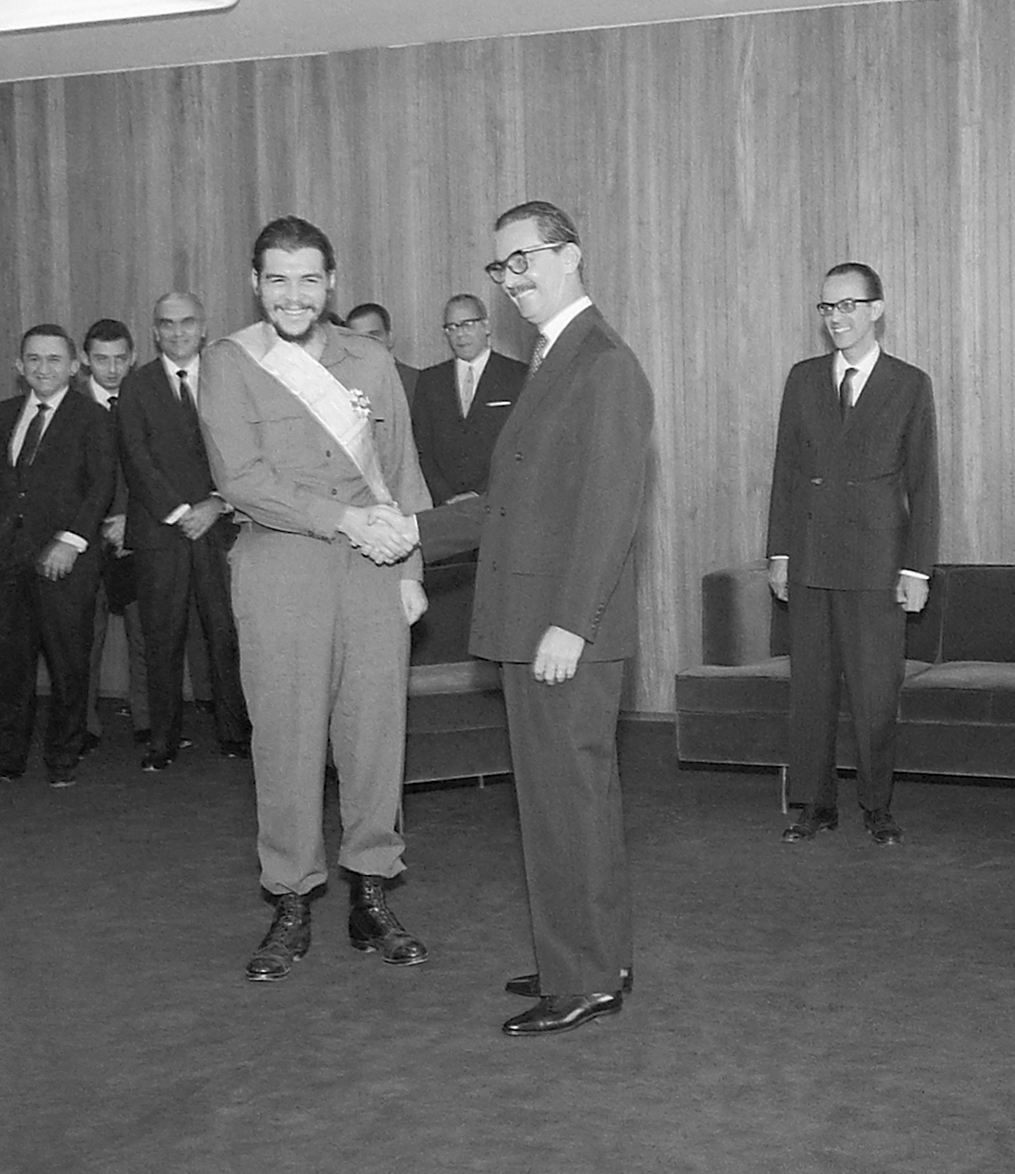
Президент Бразилії Яні Квадрос нагороджує Че Гевару, 1961.

## Вшанування пам'яті
- Пам'ятник Геварі на його могилі у Санта-Кларі.

## Твори Гевари
- Эрнесто Че Гевара. Дневник мотоциклиста. — Санкт-Петербург: RedFish; Амфора, 2005.(рос.)
- Эрнесто Че Гевара. Партизанская война. — Москва: Издательство иностранной литературы, 1961.(рос.)
- Эрнесто Че Гевара. Статьи, выступления, письма. — Москва: Культурная Революция, 2006.(рос.)
- Эрнесто Че Гевара. Эпизоды революционной войны. — Москва: Военное издательство Министерства обороны СССР, 1973.(рос.)
- Эрнесто Че Гевара. Я — конкистадор свободы: Эпизоды революционной войны; Партизанская война; Боливийский дневник. — Москва: «ЭКСМО-Пресс», 2000.(рос.)
- Ernesto Che Guevara, Ai giovani; Cuba non è un'eccezione storica, Samona e Savelli, Roma 1968.(італ.)
- Ernesto Che Guevara, The Bolivian Diary of Ernesto ’Che’ Guevara, London: Lorrimer Publishing, 1968.(англ.)
- Ernesto Che Guevara, Colonialism Is Doomed, Havana: Ministry of External Relations: Republic of Cuba, 1964.(англ.)
- Ernesto Che Guevara, Contro la burocrazia; Che cos'è un quadro rivoluzionario; Operai e partito, Samonà e Savelli, Roma 1968.(італ.)
- Ernesto Che Guevara, Creare due, tre molti Viet-Nam. È la parola d'ordine, Libreria Feltrinelli, Milano 1967.(італ.)
- Ernesto Che Guevara, Da un altro Vietnam, Samonà e Savelli, Roma 1967.(італ.)
- Ernesto Che Guevara, Diario in Bolivia, Feltrinelli, Milano 1968.(італ.)
- Ernesto Che Guevara, Episodes of the Cuban Revolutionary War, 1956–58, New York: Pathfinder Press, 1996.(англ.)
- Ernesto Che Guevara, Escritos y discursos, 9 vols., La Habana: Editorial de Ciencias Sociales, 1977.(ісп.)
- Ernesto Che Guevara, La guerra de guerrillas, La Habana: Dep. de Instr. del Minfar, 1961.(ісп.)
- Ernesto Che Guevara, La guerra di guerriglia e altri scritti politici e militari, Feltrinelli, Milano 1967.(італ.)
- Ernesto Che Guevara, La guerra per bande, Edizioni Avanti!, Milano 1961.(італ.)
- Ernesto Che Guevara, Lettere, diari e scritti, Tindalo, Roma 1967.(італ.)
- Ernesto Che Guevara, The Motorcycle Diaries: A Journey Around South America, London: Verso, 1996.(англ.)
- Ernesto Che Guevara, Obras escogidas 1957—1967, 2 vols., La Habana: Casa de las Americas, 1970.(ісп.)
- Ernesto Che Guevara, Opere, 3 voll., Feltrinelli, Milano 1968—1969.(італ.)

I, La guerra rivoluzionaria, 1968.
II, Le scelte di una vera rivoluzione, 1968.
III, Nella fucina del socialismo, 1969.
- Ernesto Che Guevara, Socialism and Man in Cuba, New York: Pathfinder Press, 1989.(англ.)
- Ernesto Che Guevara, Il socialismo e l'uomo a Cuba, Libreria Feltrinelli, Milano 1967.(італ.)
- Ernesto Che Guevara, Sulla Sierra con Fidel. Cronache della rivoluzione cubana, Editori Riuniti, Roma 1965.(італ.)

### Твори Че Гевари
- Куба: виняток чи аванґард боротьби проти колоніялізму? (1961)
- Партизанская война как метод (1963)(рос.)
- Комунізм має бути і революційною мораллю теж (інтерв'ю, 1963)
- Промова на Афроазійській конференції в Алжирі (1965)
- Прощальное письмо (1966)(рос.)
- Послание народам мира, отправленное на Конференцию трех континентов (1967)(рос.)

### Про нього
- Ґевара де ла Серна // Універсальний словник-енциклопедія. — 4-те вид. — К. : Теза, 2006.

- Даниэль Бенсаид. Эрнесто Че Гевара: жизнь и деятельность, отразившие великие надежды уходящего столетия (2006) [Архівовано 29 серпня 2016 у Wayback Machine.](рос.)
- Фрей Бетто. Сила утопии (1997) [Архівовано 14 вересня 2016 у Wayback Machine.](рос.)
- Нестор Коан. Политическая концепция революции у Че Гевары и в геваризме. К дискуссии о социализме XXI века (2008)(рос.)
- Михаэль Лёви. Ни калька, ни копия: Че Гевара в поисках нового социализма (2002)(рос.)
- Кива Майданик. Революционер (1977) [Архівовано 18 вересня 2016 у Wayback Machine.](рос.)
- Алєксандр Тарасов. 44 года войны ЦРУ против Че Гевары (1998)(рос.)
- Александр Тарасов. Живые моськи лают на мертвого льва. Че Гевара глазами «Ома» (2000)(рос.)
- Олександр Хоменко. Особливості латиноамериканського полювання (2006)